# Château de la Fontaine-du-Houx
Pour les articles homonymes, voir Château de la Fontaine.
Le château de la Fontaine-du-Houx est un château situé dans le département de l'Eure en Normandie.
Le château bénéficie d'une protection au titre des monuments historiques.

## Historique

### Siège du pouvoir royal
Le roi de France Charles le Chauve (823-877) venait dans son domaine de "Basiu" identifié par Julien Hayet comme étant celui de Bézu-la-Forêt. En 847, il y reçoit les envoyés qui lui annoncèrent la mort du Breton Maugilius. La même année, au lieu d'user de son pouvoir royal, il aurait écrit dans son château royal de Bézu une longue requête contre Wenilon, archevêque de Sens, qui l'avait excommunié et déposé malgré ses serments de fidélité. Le prêtre parjure et rebelle s'était lié à Louis le Germanique contre le roi de France. C'est de Basiu que le roi expédia en 856 les capitulaires adressés aux Francs et aux Aquitains par l'intermédiaire d'Hadabran et de Betton. Un diplôme pour la cathédrale et l'abbaye de Saint-Lucien de Beauvais est daté de la trentième année de son règne : apud salas, id est palatium Basiu. Un autre diplôme destiné à l'abbaye Saint-Ouen de Rouen est donné par Charles la trente-sixième année de son règne et est aussi daté de Basiu : Actum Basiu palatio.
Il est devenu château royal et un lieu de séjour apprécié de Philippe le Bel. Le château actuel est du XVIe siècle, avec la partie occidentale datant peut-être du XVe siècle. Le corps central est remanié au XVIIIe siècle.
Au début du XIVe siècle, s'implanta à Bézu-la-Forêt la première verrerie à vitre et les feuilles planes (« plats de verre »). La plus ancienne fabrique de "gros verre" était la verrerie royale sous Philippe le Bel. Elle dépendait du manoir royal de la Fontaine du Houx et était dirigée par maître Gobert ou Gaubert, maître verrier en 1302.

### Chapelle Saint-Eutrope
Située à l'écart du château, une chapelle Saint-Eutrope constitue le seul élément véritable du XIVe siècle.

## Protection
Le château de la Fontaine-du-Houx fait l'objet d'une inscription par arrêté du 25 octobre 1971,. Celle-ci comprend les façades et toitures du château, de la chapelle et des communs.
Site inscrit
- Le château est un site inscrit depuis 1942[3].